# La Peur au ventre (roman)
La Peur au ventre — Dreadful Summit dans l'édition originale américaine — est un roman policier américain de Stanley Ellin, publié en 1948.

## Résumé
Le jour anniversaire de ses seize ans, George La Main décide d'en faire un événement. Ce soir-là, il prend l'arme de son père pour aller tuer un certain Al Judge.

## Éditions
Édition originale en anglais
- (en) Stanley Ellin, Dreadful Summit, New York, Simon and Schuster, 1948

Éditions françaises
- (fr) Stanley Ellin (auteur), François Gromaire (traducteur) et Marcel Duhamel (traducteur), La Peur au ventre [« Dreadful Summit »], Paris, Gallimard, coll. « Série noire no 37 », 1949, 186 p. (BNF 41497290)
- (fr) Stanley Ellin (auteur), François Gromaire (traducteur) et Marcel Duhamel (traducteur), La Peur au ventre [« Dreadful Summit »], Paris, Gallimard, coll. « La Poche noire no 75 », 1969, 189 p. (BNF 32992788)
- (fr) Stanley Ellin (auteur), François Gromaire (traducteur) et Marcel Duhamel (traducteur) (trad. de l'anglais), La Peur au ventre [« Dreadful Summit »], Paris, Gallimard, coll. « Carré noir no 409 », 1981, 185 p. (ISBN 2-07-043409-5, BNF 34668678)

## Adaptation
- 1951 : La Grande Nuit (The Big Night), film américain réalisé par Joseph Losey, d'après le roman La Peur au ventre (Dreadful Summit) de Stanley Ellin, avec John Drew Barrymore dans le rôle de George La Main, Isabella Rossellini, Preston Foster et Howard St. John dans le rôle de Al Judge